# 1804 az irodalomban
Az 1804. év az irodalomban.

## Megjelent új művek

### Költészet
- Moszkvában kiadják Kirsa Danyilov által a 18. század közepén lejegyzett ó-orosz népi énekek (bilinák) első, 26 darabból álló gyűjteményét.[1] A későbbi, 1818. évi második kiadás már 61 szöveget tartalmazott.[2][3][4]
- William Blake írni kezdi nagy költeményeit: a Miltont (1804–1808) és a Jerusalemet (1804–1820), utóbbihoz száz illusztrált lapot készít.

### Dráma
- március 17. – Friedrich Schiller drámája, a Tell Vilmos (Wilhelm Tell) bemutatója Weimarban.
- Heinrich von Kleist előző évben megjelent tragédiájának (Die Familie Schroffenstein) bemutatója Grazban.
- Tituš Brezovački horvát író, drámaíró Matijaš grabancijaš diak címen megírja „az első horvát nyelvű modern vígjátékot”.[5]

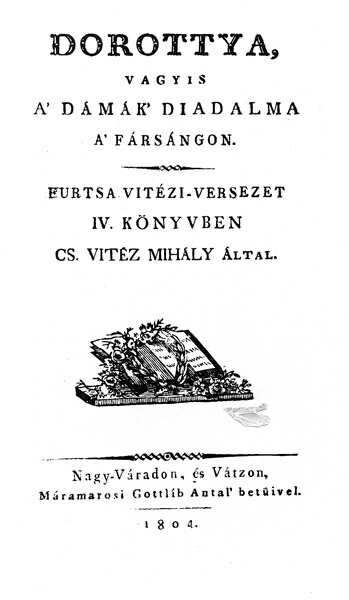
Az első kiadás címlapja

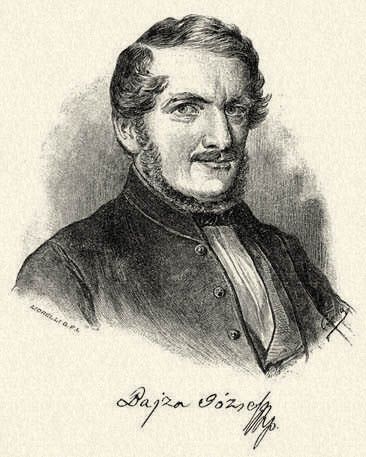
Bajza József

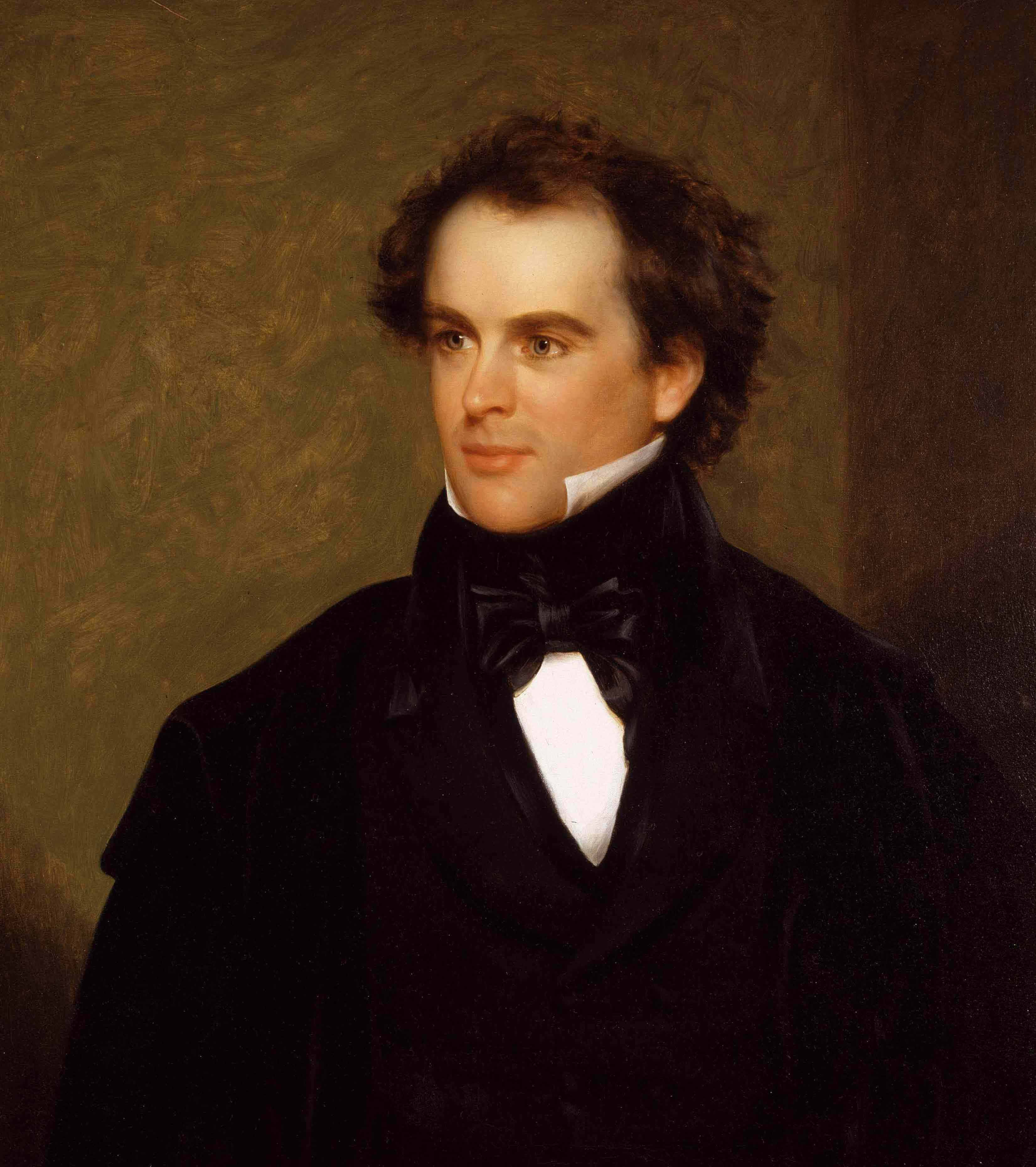
Nathaniel Hawthorne

### Magyar nyelven
- Csokonai Vitéz Mihály megírja A lélek halhatatlansága című nagy versét; a következő évben végetér pályafutása.
  - Megjelenik az első magyar komikus eposz, a már 1799-ben elkészült Dorottya. Csokonai eredeti munkái közül ez az egyetlen, mely élete során kötetben napvilágot látott.[6]
- Bessenyei György befejezi „legnagyobb igényű szépirodalmi művét”, a Tarimenes utazása című államregényt és megírja A bihari remetét; ezekkel zárul le életműve.[7]
- Fazekas Mihály elkészíti a Lúdas Matyi első változatát. A mű csak több mint 10 évvel később jelenik meg: névtelenül és a szerző tudta nélkül 1815-ben, majd a szerző neve alatt 1817-ben.

## Születések
- január 20. (?) – Eugène Sue francia író († 1857)
- január 31. – Bajza József magyar költő, színigazgató, kritikus († 1858)
- február 5. – Johan Ludvig Runeberg finnországi svéd romantikus költő, Finnország nemzeti költője, a finn himnusz szövegének szerzője († 1877)
- május 13.– Alekszej Sztyepanovics Homjakov orosz költő, publicista († 1860)
- július 1. – George Sand francia írónő, novellista († 1876)
- július 4. – Nathaniel Hawthorne amerikai regény- és novellaíró, az amerikai irodalom kulcsfigurája a 19. században († 1864)
- július 27.– Dietrich Heinrich Jürgenson észt nyelvész, irodalomtörténész († 1841)
- szeptember 8. – Eduard Mörike német romantikus költő, író, fordító († 1875)
- december 23. – Charles-Augustin Sainte-Beuve francia író, költő, irodalomkritikus († 1869)

## Halálozások
- február 12. – Immanuel Kant német filozófus, a német idealizmus megteremtője, a königsbergi egyetem professzora (* 1724)
- december 26. – Johann Friedrich Unger német fametsző, nyomdász, kiadó és betűöntő, német klasszikus szerzők műveinek nyomdásza és kiadója (* 1753)